# Związek Ludności Narodowości Śląskiej (od 2004)
Związek Ludności Narodowości Śląskiej – organizacja grupująca osoby deklarujące przynależność do narodowości śląskiej. Powstała w 2004, na czele Komitetu Założycielskiego stanęli Andrzej Roczniok, Rudolf Kołodziejczyk i Erwin Sowa. Kontynuuje staranie o rejestrację stowarzyszenia Ślązaków rozpoczęte przez pierwszy ZLNŚ.

## Rejestracja
W lipcu 2006 Sąd Okręgowy w Katowicach rozpatrzył odmownie wniosek komitetu założycielskiemu ZLNŚ, o rejestrację pod nazwą Związek Ludności Narodowości Śląskiej – Stowarzyszenie Osób Deklarujących Przynależność do Narodowości Śląskiej, potwierdzając odmowną decyzję katowickiego sądu rejonowego z kwietnia 2006. Zdaniem sądu rejestrację związku pod taką nazwą należałoby rozumieć jako akceptację istnienia narodowości śląskiej, a taka prawnie nie istnieje. Założyciele ZLNŚ zapewnili wówczas, że nie chodzi im o przywileje wyborcze, ponieważ żądają respektowania prawa zrzeszania się osób o podobnych poglądach.
Z tych powodów związek ponownie starał się o zarejestrowanie, tym razem pod zmienioną nazwą: Związek Ludności Narodowości Śląskiej – Stowarzyszenia Osób Deklarujących Przynależność do Narodowości Śląskiej. Polskie sądy ponownie odmówiły rejestracji związku, z podobnych powodów co poprzednio (brak prawnie uregulowanego statusu „narodowości śląskiej”). 17 listopada 2007 związek ponownie złożył skargę do trybunału w Strasburgu. Według ZLNŚ, decyzje polskich sądów naruszają prawo do stowarzyszania się, oraz świadczą o dyskryminacji ze względu na pochodzenie etniczne. Polskie sądy podtrzymują swoje wcześniejsze stanowisko, że zarejestrowanie stowarzyszenia o takiej nazwie byłoby jednoznaczne z uznaniem narodowości śląskiej, a taka prawnie nie istnieje – stanowisko polskie w kwestii możliwości naruszenia ordynacji wyborczej potwierdziło wcześniejsze orzeczenie Europejskiego Trybunału Praw Człowieka z 17 lutego 2004. Trybunał nie rozstrzygał kwestii narodowości śląskiej. Trzech sędziów zgłosiło zdanie odrębne.

## Cele
1. Rozbudzanie i ugruntowywanie świadomości narodowej Ślązaków.
2. Odrodzenie kultury śląskiej.
3. Propagowanie wiedzy o Śląsku.
4. Ochrona praw etnicznych osób deklarujących przynależność do narodowości śląskiej.
5. Opieka socjalna nad członkami Związku.

## Władze
Komitet Założycielski utworzyli Andrzej Roczniok (prowajder), Rudolf Kołodziejczyk i Erwin Sowa. Niektóre oficjalne pisma ZLNŚ sygnowali (obok Rocznioka) również dwaj inni członkowie Komitetu Założycielskiego: Dariusz Jerczyński (autor kilku prac historycznych, do których punktu widzenia odwołuje się ZLNŚ) i Grzegorz Kozubek.
Komitet Założycielski zrezygnował z paragrafu 30 w statucie pierwszego ZLNŚ, który definiował stowarzyszenie jako organizację śląskiej mniejszości narodowej.

## Spór wokół nazwy Auschwitz-Birkenau
Kontrowersje wzbudził list Związku Ludności Narodowości Śląskiej do UNESCO z 2007, w którym proszono by nie uwzględniono wniosku polskich władz w sprawie zmiany nazwy obozu koncentracyjnego na „Auschwitz-Birkenau. Niemiecki nazistowski obóz koncentracyjny i zagłady 1940-45”. Andrzej Roczniok użył w nim kilkukrotnie kontrowersyjnego zwrotu „polskie obozy koncentracyjne”, stwierdzając również iż w latach 1945–1948 na obszarze dawnego obozu nazistowskiego utworzono obozy, w których przetrzymywano m.in. Ślązaków, jeńców wojennych i osoby uznane za Niemców (jako wpisanych do I i II kategorii volkslisty). Podkreślono, iż w obozach tych z powodu głodu i chorób zginęło tysiące Ślązaków. Zwrócono również uwagę na szczególne znaczenie Auschwitz dla Ślązaków, których wywożono od stycznia 1945 do ZSRR (szacunkowo przymusowo wywieziono ok. 90 tys.). Zdaniem ZLNŚ, wyrażonym w liście, proponowana zmiana jest próbą zamazania części tragicznej historii Auschwitz i lekceważeniem tragedii części ofiar. Jak stwierdził ZLNŚ, celem wystosowanego listu było zwrócenie uwagi na tragedię m.in. Ślązaków, która rozegrała się po roku 1945. Stanowisko to jest zbieżne z ustaleniami niektórych historyków zajmujących się dziejami Śląska, którzy piszą, że w komunistycznych obozach (1945–1948), zarządzanych przez władze sowieckie lub polskie, zmarło wskutek chorób i wycieńczenia lub wręcz zostało bestialsko wymordowanych od kilkunastu do kilkudziesięciu tysięcy Ślązaków, w tym kobiet i dzieci, a nawet niemowląt.
Działania ZLNŚ, którego stanowisko w tej sprawie określono w liście do UNESCO, podpisanym przez Andrzeja Rocznioka i Dariusza Jerczyńskiego, wywołały publiczną dyskusję związaną zwłaszcza z użytym w liście ahistorycznym sformułowaniem „polskie obozy koncentracyjne”, przeciwko któremu protestuje polski rząd – postrzeganym jako określenie fałszywe i dezinformujące, oraz bulwersujące z tego powodu Polaków. List wywołał protest niektórych czołowych postaci świata politycznego, m.in. byłego więźnia Auschwitz Władysława Bartoszewskiego, który stwierdził iż „nie można krzywdy tysięcy i śmierć kilkuset traktować tak samo jak zamordowanie milionów w ramach zaplanowanej polityki państwa”. List skrytykował także ówczesny Minister Kultury i Dziedzictwa Narodowego Kazimierz Ujazdowski, który stwierdził iż działania ZLNŚ są „skandalem i uderzeniem w prawdę historyczną oraz pamięć o ofiarach zamordowanych w niemieckim obozie zagłady”. Również zdaniem IPN-u nazwa „polskie obozy koncentracyjne” nie odpowiada prawdzie historycznej, ponieważ obiekty te były zakładane przez władze sowieckie i nadzorowane przez NKWD oraz stworzony pod ich kontrolą komunistyczny Urząd Bezpieczeństwa, kiedy PRL nie była państwem suwerennym.
Wniosek ZLNŚ nie został uwzględniony przez UNESCO, natomiast przyczynił się do skupienia większej uwagi opinii publicznej na problem funkcjonowania na terenie byłych obozów nazistowskich po styczniu 1945, co najmniej 4 obozów koncentracyjnych w których przetrzymywano m.in. Ślązaków.

## Rejestracja języka śląskiego w SIL
ZLNŚ był wnioskodawcą rejestracji etnolektu śląskiego jako języka i wpisu na listę języków organizacji SIL International.
ZLNŚ prowadzi także wydawnictwo Narodowa Oficyna Śląska, które wydało ponad 80 pozycji o Śląsku i po śląsku oraz wydaje miesięcznik „Ślůnsko Nacyjo”.